# پردیس سینمایی بندرعباس مال
پردیس سینمایی بندرعباس مال یک پردیس سینمایی در شهر بندرعباس، ایران است.
این پردیس سینمایی که در ۸ اسفند ۱۴۰۲ تأسیس شده و دارای ۳ سالن نمایش است.